# Centrul Civic (Brașov)
Centrul Civic este un cartier central din municipiul Brașov.